# Kuchnia niemowlęca

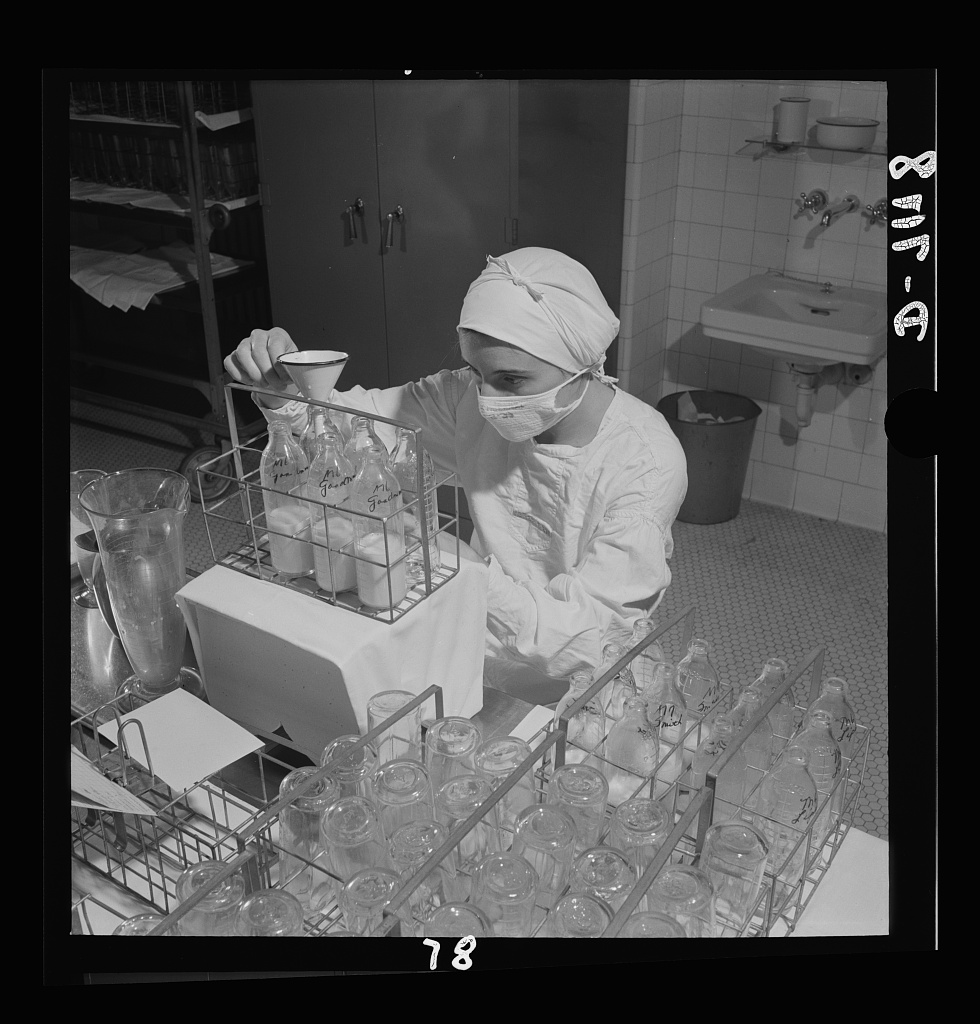
Dawna szpitalna kuchnia mleczna – kontrola porcjowania, 1942 rok, widoczne szklane butelki zostały lata temu zastąpione jednorazowymi butelkami z tworzywa sztucznego

Kuchnia niemowlęca (dawna nazwa: kuchnia mleczna) – oddzielna kuchnia, w której przygotowywane są i przechowywane w odpowiedniej stałej temperaturze posiłki i potrawy dla niemowląt, przebywających w szpitalach, żłobkach, domach małego dziecka lub korzystających z żywienia zbiorowego.
Lokalizacja, pomieszczenia i stanowiska pracy kuchni mlecznej powinny spełniać wymagania bezpieczeństwa sanitarno-higienicznego załącznika 2 do Rozporządzenia (WE) nr 852/2004 Parlamentu Europejskiego i Rady z dnia 29 kwietnia 2004 roku w sprawie higieny środków spożywczych. Współczesna kuchnia niemowlęca jest pomieszczeniem sterylnym. Wstęp do kuchni niemowlęcej powinny mieć jedynie upoważnione osoby.
W 1997 roku w Polsce istniały 533 kuchnie mleczne, z czego 466 znajdowało się w szpitalach, 41 w żłobkach i 26 w domach małego dziecka.

## Pomieszczenie
W zależności od warunków lokalowych, wielkości placówki, liczby przebywających dzieci oraz rodzajów przygotowywanych potraw i posiłków kuchnie mleczne zlokalizowane są najczęściej na parterze lub na pierwszym piętrze budynku, a stanowiska pracy są w oddzielnych pomieszczeniach tworzących ciąg lub w postaci ciągu wydzielonych stanowisk pracy w jednym pomieszczeniu.
W mniejszych placówkach ochrony zdrowia i placówkach opiekuńczo-wychowawczych posiłki dla niemowląt są przygotowywane na oddziale pediatrycznym, w wydzielonym boksie lub w oddziałowej kuchence niemowlęcej.

## Stanowiska pracy

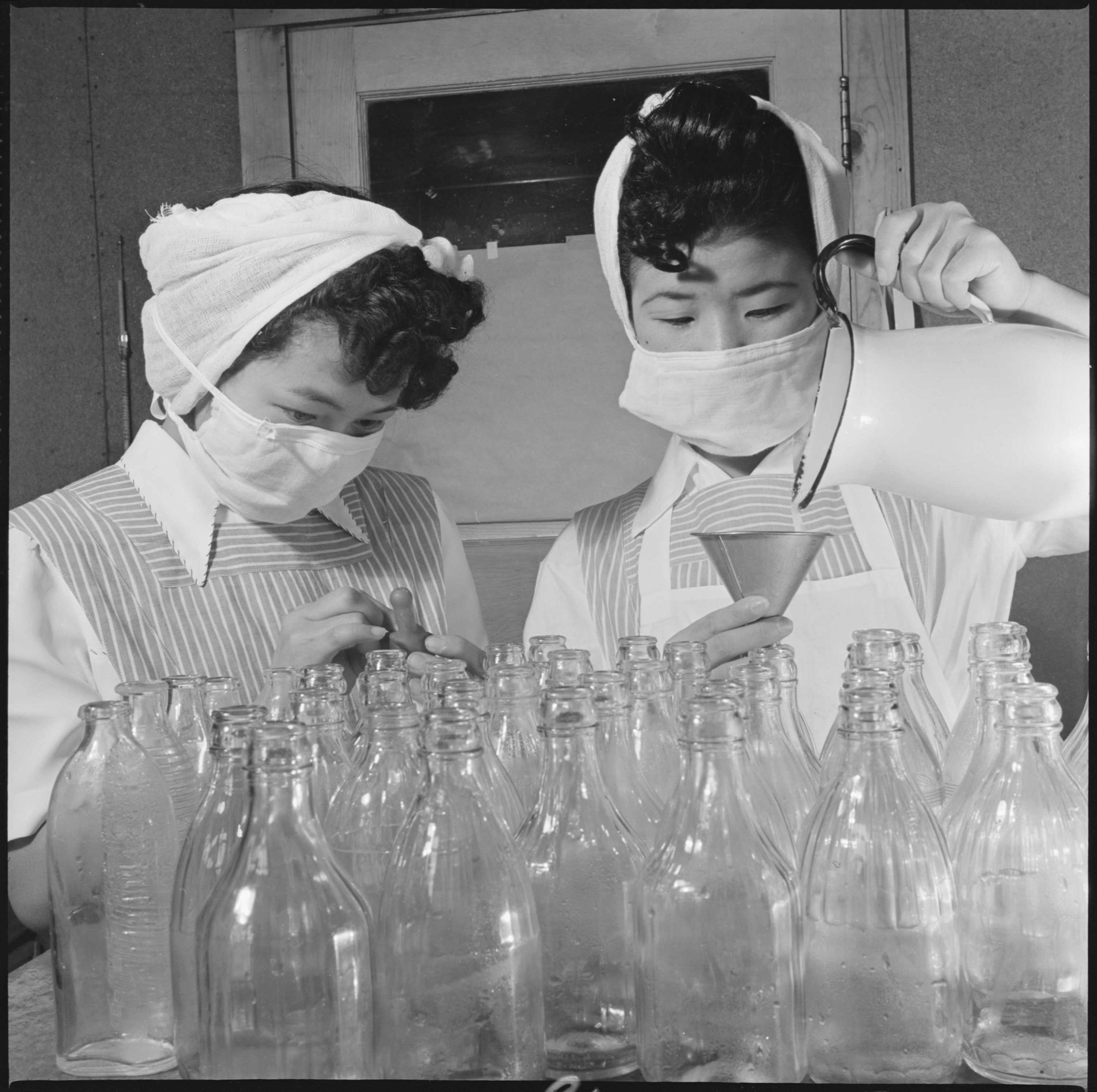
Dawna szpitalna kuchnia mleczna, 1943 rok – rozlewanie do wysterylizowanych butelek

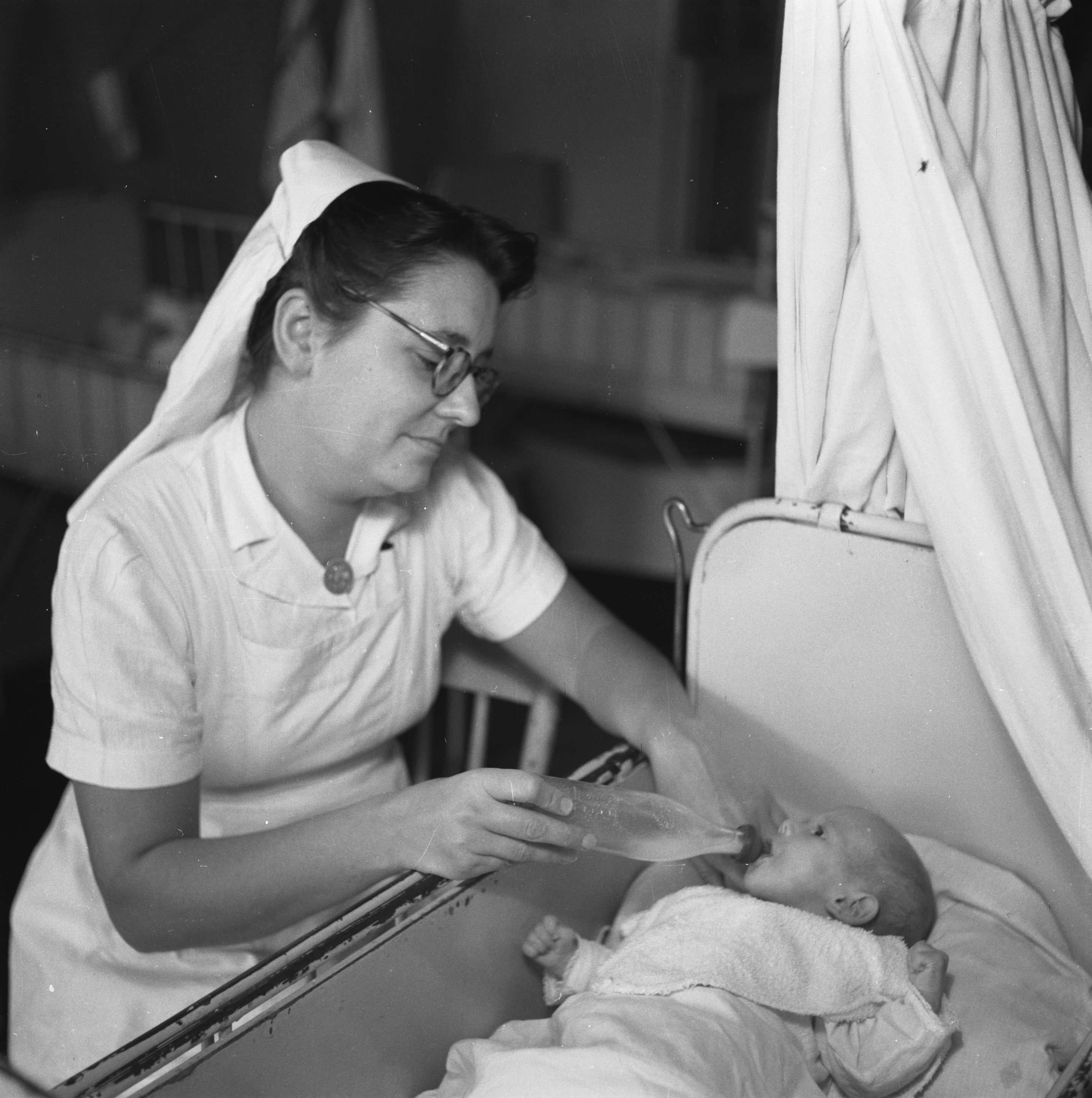
Pielęgniarka karmiąca niemowlę przez butelkę ze smoczkiem

W kuchni mlecznej można wyróżnić następujące stanowiska pracy:
- mycie butelek (tzw. zmywalnia butelek)
- przygotowywanie posiłków (odważanie, łączenie, mieszanie, gotowanie)
- rozlewanie mieszanek (porcjowanie)
- schładzanie mieszanek
- wydawanie (ekspedycja)
- przygotowywanie warzyw i owoców
- magazyn surowców
- osobny magazyn środków czystości (środki do mycia i do dezynfekcji nie mogą być przechowywane tam, gdzie pracuje się z żywnością)

## Personel
W skład personelu zatrudnianego w kuchni mlecznej głównie wchodzą:
- dietetycy
- kucharki
- pomoce kuchenne
- pielęgniarki pediatryczne

Optymalnym rozwiązaniem jest rozdział pracowników w części czystej i brudnej oraz wykluczenie krzyżowania się dróg czynności czystych i brudnych. Pracownicy przed przystąpieniem do pracy przebierają się w czyste fartuchy, noszą nakrycia głowy, jednorazowe rękawiczki i maseczki higieniczne zakrywające usta i nos.

## Wyposażenie
Wyposażenie kuchni mlecznej, oprócz garnków i innego sprzętu kuchennego, lodówki, zamrażarki i kuchni grzewczej, obejmuje dodatkowo: zmywarki do butelek i do naczyń, wyparzacze, autoklawy, pasteryzatory, sterylizatory i lampy wyjaławiające (ultrafioletowe).

## Przygotowywanie posiłków
W kuchniach mlecznych bardzo ważne jest przestrzeganie zasad higieny oraz czasu przechowywania gotowych posiłków. Obowiązuje pisemna procedura przygotowywania, przechowywania i podaży przygotowywanych posiłków i potraw.
Do najczęściej przygotowywanych posiłków w kuchni mlecznej należą „sztuczne mleko” i modyfikowane mieszanki mleczne do sztucznego żywienia niemowląt zdrowych lub chorych (np. w przypadku chorób metabolicznych) czy wymagających specjalnej diety, np. ze względu na nietolerancję lub alergię pokarmową.
Mleko jest podawane niemowlętom w sterylnych butelkach ze sterylnym smoczkiem.
Preparaty zastępujące mleko matki są wytwarzane z mleka krowiego poddanego zmianom ilościowym i jakościowym. Wzorcem do ustalania ich składu jest mleko matki.
Dodatkowo w kuchni niemowlęcej przygotowywane są także posiłki bezmleczne tj. zupy jarzynowe, zupy jarzynowo-mięsne, kaszki, kleiki, papki, do których wstępna obróbka surowców (warzywa, owoce, mięso) odbywa się zgodnie z zaleceniami higienicznymi w kuchni ogólnej (centralnej). Nadzór nad higieną pracy prowadzony jest przez odpowiednie organy inspekcji sanitarnej.
Posiłki mleczne powinny być sporządzane bezpośrednio przed karmieniem. Inne potrawy należy bezpośrednio po ugotowaniu jak najszybciej schłodzić do
temperatury 4 °C i dopiero tuż przed karmieniem podgrzać butelki w łaźni wodnej do temperatury około 37 °C.

## Gotowe preparaty
Współcześnie dostępne są gotowe produkty, np. preparaty do początkowego i dalszego żywienia niemowląt, kaszki, kleiki, pierwsze przeciery, obiadki, musy owocowe, deserki, soczki i herbatki. Przygotowanie i podawanie gotowych posiłków niemowlętom powinno się odbywać ściśle według zaleceń producenta.

## Catering
Placówki ochrony zdrowia i opiekuńczo-wychowawcze mogą zlecić profesjonalnym firmom cateringowym świadczenie usług w zakresie dostarczania posiłków i żywności (mleko, mieszanki czy zupy) dla niemowląt. Catering może odbywać się w dwojaki sposób:
- w ramach linii gorącej (podczas całego procesu, od momentu przygotowania posiłku do spożycia, przez porcjowanie, transport, aż do wydania do spożycia, musi być zachowana stała temperatura posiłku powyżej 65 °C, aby zapobiec rozwojowi drobnoustrojów; dopiero tuż przed karmieniem posiłek zostaje schłodzony do właściwej temperatury, tzn. niewielka ilość posiłku umieszczona na wewnętrznej stronie przegubu ręki powinna dawać przyjemne wrażenie ciepła)
- w ramach linii zimnej (przygotowany posiłek zostaje szybko schłodzony, najpierw do temperatury maksymalnie 8–10 °C, a następnie do 4 °C; w tej temperaturze mają miejsce dalsze czynności oraz transport; przed karmieniem posiłek podgrzewa się w taki sposób, aby żywność osiągnęła wewnętrzną temperaturę 75 °C, a następnie schładza do temperatury karmienia czyli około 37 °C).